# فيروز (ساساني)
فَيرُوز هو أمير جيلان الساساني، هو ابن نارسي كامجار حاكم أرمينيا وفاتح دربند وجيلان، وحفيد جاماسب الملك الساساني الحادي والعشرين. وكان لممالك صقلاب روس في بحر قزوين خاتم الطاعة من فيروز. وانتصر على الممالك المجاورة حتى وصل إلى جيلان، وبعد سنوات قليلة استسلم له الجيلانيون وأطاعوه. تزوج من ابنة أحد أمراء جيلان وأنجب منه ولدًا اسمه جيلانشاه، الذي أصبح حاكما على جيلان من بعده.